# Halunder
Halunder eller helgolandsk er den nordfrisiske dialekt på Helgoland. Cirka en tredjedel af øens 1.500 indbyggere taler endnu frisisk. Siden friserlovens ikrafttræden i 2004 er dialekten ved siden af tysk anerkendt som øens officielle sprog. Halunder undervises både i øens folkeskole og i øens voksenundervisning. Helgolands bibliotek råder derudover over en enestående samling af bøger på Halunder.
Halunder har i modsætning til andre nordfrisiske dialekter kun en ubetydelig dansk indflydelse. Til gengæld er dialekten stærkt præget af nedertysk. Mens de andre nordfrisiske dialekter for eksempel opviser et dansk låneord i tilfælde af ordet ikke eller ej (på Mooring ai og på Fering ei), bruger Halunder her det af det tyske afledte ord ni (på tysk nicht).

## Eksterne links
- Virtuelt Museum: Frisiske dialekt-eksempler Arkiveret 24. september 2020 hos  Wayback Machine
- taz: Halunder für Anfänger (tysk)